# "Harry Lund" lägger näsan i blöt!
"Harry Lund" lägger näsan i blöt! är en svensk film från 1991.

## Handling
Harry Lund packar ihop sina saker efter att ha blivit avskedad på grund av förskingring. Som vanligt beger han sig till spelklubben och förlorar mycket pengar. På väg därifrån drogas han och vaknar på morgonen i en bil tillsammans med en död man som har hans brevkniv i bröstet. 

## Om filmen
Filmen var från början en serie i tre delar för TV4, men klipptes om till långfilm. Den är inspelad i Göteborg och Stockholm och hade premiär den 2 augusti 1991. Åldersgränsen är 11 år.
"Harry Lund" lägger näsan i blöt! har visats i SVT i juni 2023 och i maj 2025.

## Rollista
- Johan Ulveson – Harry Lund
- Peter Haber – Rune Ek
- Eva Dahlman – Patricia Jönsson
- Claes Malmberg – Sune
- Ursula Fogelström – Lena
- Sten Ljunggren – Kent
- Gert Fylking – Jensen
- Gösta Bredefeldt – Olle Olsson
- Sture Djerf – Kurt Kåresson
- Bernt Lindkvist – Bertilsson
- Bo Höglund – Ulf
- Anne-Li Norberg – Eva
- Anna-Lena Hemström – Ingrid Fant
- Leif Andrée – Gustav
- Torgny Anderberg – Olle Fant
- Lasse Eriksson – kommissarie Nilsson
- Palle Granditsky – Harrys chef
- Björn Wallde – snackaren på puben
- Per-Gunnar Hylén – dörrvakt på spelklubben
- Margreth Weivers – Harrys mor
- Peter Dalle – "präst" i damunderkläder
- Gösta Wälivaara – fyllot
- Yvonne Elgstrand – rumsförmedlerska
- Åke Lagergren – Eks granne
- Kemal Görgü – spärrvakt
- Jan Nygren – taxichaufför
- Anders Björne – regissör
- Stig Lokrantz – mannen på alla fyra
- Mats Arehn – man på Stortorget
- Gun Fors – Fants granne
- Sture Hovstadius – åskådare på porrbion
- Eva Claar – sjuksköterskan
- Steve Jansson – ryss
- Jan Blomberg – berättare
- Oliver Loftéen

## Musik i filmen
- "Lätta kavalleriet. Uvertyr", musik Franz von Suppé
- "Poeten och bonden. Uvertyr", musik Franz von Suppé
- "Tosca", musik Giacomo Puccini, svensk text Sven Nyblom
- "Old, Young Love", musik Johann Einsiedl och Bert Loska, text Gisela Zimber
- "Never Wrong Is A Happy Song", musik Johann Einsiedl och Bert Loska, text Gisela Zimber